# Johann Georg Beutner

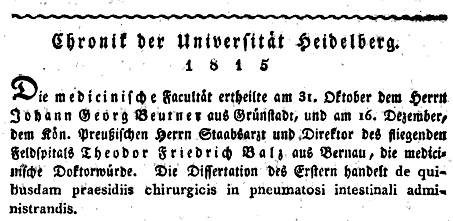
Verleihung der Doktorwürde, 1815

Johann Georg Beutner (* 1788 in Grünstadt; † 21. Juli 1859 in Bad Bergzabern) war ein deutscher Mediziner.

## Leben
Beutner war der Sohn eines Chirurgen in Grünstadt und studierte ab Juli 1807 Medizin an der Universität Heidelberg. Bei der Immatrikulation gab er an „arm“ zu sein. Am 31. Oktober 1815 promovierte er dort nach Vorlage der Dissertation „De quibusdam praesidiis chirurgicis in pneumatosi intestinali administrantis“ zum Doktor der Medizin.
1816 stellte die Bayerische Staatsregierung Johann Georg Beutner als Kantonsarzt 2. Klasse im Rheinkreis, mit Sitz in Mutterstadt an, wo er noch 1819 amtierte. Ab 1820 war Beutner als Kantonsarzt 1. Klasse in Bad Bergzabern tätig und blieb dort bis zu seiner Pensionierung, 1859. Bei der Ruhestandsversetzung, am 21. März des Jahres ernannte man ihn zum Königlichen Rat. Schon am 11. Dezember 1854 hatte er das Ritterkreuz des Verdienstordens vom Heiligen Michael erhalten.
Johann Georg Beutner war verheiratet mit Karoline Franziska Friederike Fliesen (1799–1829) aus Kaiserslautern, Tochter des protestantischen Konsistorialdirektors Johann Wilhelm Fliesen. Ihr gemeinsamer Sohn Adolf (* 1825) wurde ebenfalls Arzt.
1828 gehörte der Mediziner zu den pfälzischen Reklamanten, die noch finanzielle Ansprüche an die ehemalige Besatzungsmacht Frankreich stellten; er veranschlagte für sich einen ausstehenden Betrag von 1106 Franken oder 205 Gulden.

## Wirken
Johann Georg Beutner ist öfter in zeitgenössischen medizinischen Publikationen mit Äußerungen zu Fachfragen zitiert, z. B. 1857 zur Behandlung des Typhus, 1858 zur Entstehung einer Diphtherieepidemie in Dierbach.
Auch zogen ihn die Behörden zur Durchführung von Ermittlungen bei Verbrechen heran. 1838 untersuchte er in Rechtenbach eine Frau die ihr Kind getötet hatte, obduzierte die aufgefundene Säuglingsleiche und erstellte dazu umfangreiche Berichte bzw. Gutachten, die in der Fachpresse erschienen. 1854 nahm Beutner in einer Kindstötungssache in Kapsweyer die Obduktion des exhumierten Toten vor, worüber die Zeitungen berichteten. Ebenfalls 1838 unterband er den Verkauf von angeblichen Fiebertropfen eines Barbiers aus Schaidt; er hatte sie aus eigenem Antrieb auf ihre Gesundheitsschädlichkeit überprüfen lassen.
Überregionale Bekanntheit erlangte der Arzt bei Untersuchungen in einer parapsychologischen Angelegenheit in Bad Bergzabern, die damals internationales Aufsehen erregte und worüber es umfangreiche Literatur, sowie Zeitungsberichte gibt. Ein 11-jähriges Mädchen namens Philippina Senger litt 1852 unter einem Poltergeist, für dessen Geräusche man keine natürliche Erklärung finden konnte. Doktor Beutner untersuchte alles eingehend und nahm das Kind schließlich in sein Haus auf, damit es Ruhe hatte und von Neugierigen verschont blieb. Er verfasste zu dem Fall einen detaillierten Bericht für Justinus Kerner, den dieser in seiner Sammlung „Magikon“ publizierte.